# Sugar Ray Robinson
Walker Smith Jr. (Ailey, Georgia, 3. svibnja 1921. - Los Angeles, 12. travnja 1989.), poznatiji kao Sugar Ray Robinson, bio je američki profesionalni boksač koji se natjecao od 1940. do 1965. Uvršten je u Međunarodnu boksačku kuću slavnih 1990. godine. Često ga se smatra jednim od najboljih boksača svih vremena.
Robinson je bio dominantan amater, ali njegov točan amaterski rekord nije poznat. Obično se navodi 85–0 sa 69 nokauta, 40 u prvoj rundi. Međutim, objavljeno je da je kao tinejdžer izgubio od Billyja Grahama i Patsy Pesca pod svojim pravim imenom, Walker Smith Jr. Postao je profesionalac 1940. u dobi od 19 godina i do 1951. imao je profesionalni rekord od 129–1–2 s 85 nokauta. Od 1943. do 1951. Robinson je nastavio niz od 91 borbe bez poraza, šesti najduži u povijesti profesionalnog boksa iza Pedra Carrasca s 93,  Jimmyja Wildea s 95, Bucka Smitha sa 102, Packeya McFarlanda sa 104, i Young Griffa sa 107 borbi bez poraza. Robinson je držao naslov svjetskog prvaka u velter kategoriji od 1946. do 1951., a osvojio je naslov svjetskog prvaka u srednjoj kategoriji godinu prije. Umirovio se 1952., da bi se vratio dvije i pol godine kasnije i ponovno osvojio naslov prvaka u srednjoj kategoriji 1955.
Zatim je postao prvi boksač u povijesti koji je osvojio svjetsko prvenstvo u diviziji pet puta (podvig koji je postigao pobjedom nad Carmenom Basilijem 1958. godine i povratkom naslova prvaka u srednjoj kategoriji). Robinson je dva puta proglašen "borcem godine": prvi put za svoje nastupe 1942., zatim devet godina i više od 90 borbi kasnije, za svoje napore 1951. Povjesničar Bert Sugar rangirao je Robinsona kao najvećeg borca svih vremena, a 2002., Robinson također je bio rangiran kao broj jedan na popisu "80 najboljih boraca u posljednjih 80 godina" časopisa „The Ring”. Od srpnja 2023., BoxRec rangira Robinsona kao najboljeg boksača, bez obzira na kategoriju, svih vremena. Međunarodna boksačka istraživačka organizacija (IBRO) proglasila ga je najboljim boksačem svih vremena, bez obzira na kategoriju, u obje svoje ocjene svih vremena, 2006. i 2019.
Bio je poznat po svom otmjenom stilu života izvan ringa, Robinsonu se pripisuje da je začetnik modernog sportaša. Nakon što je završio boksačku karijeru, Robinson je pokušao karijeru zabavljača, ali nije uspio. Bio je u financijskim poteškoćama sve do svoje smrti 1989. Godine 2006. prikazan je na prigodnoj marki Poštanske službe Sjedinjenih Američkih Država.